# تشانس فلبس
تشانس فلبس (بالإنجليزية: Chance Russell Phelps)‏ هو عسكري أمريكي، ولد في 14 يوليو 1984 في ريفرتون في الولايات المتحدة، وتوفي في 9 أبريل 2004 في الرمادي في العراق.